# Psilopholis grandis
Psilopholis grandis är en skalbaggsart som beskrevs av François Louis Nompar de Caumont de Laporte 1840. Psilopholis grandis ingår i släktet Psilopholis och familjen Melolonthidae. Inga underarter finns listade i Catalogue of Life.